# Hédi Annabi

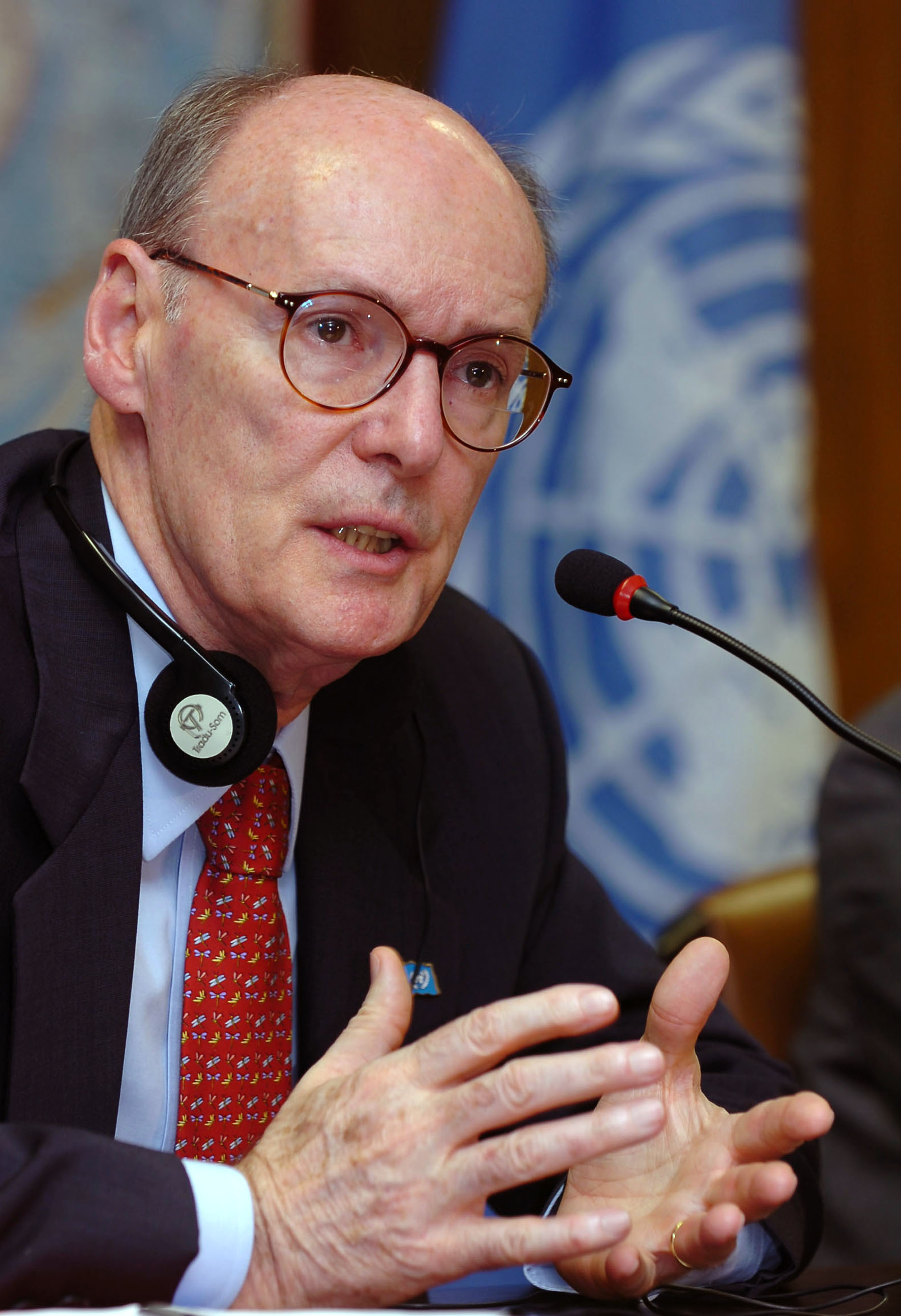
Annabi 2008.

Hédi Annabi, född 4 september 1944 i Tunisien, död 12 januari 2010 i Port-au-Prince, var en tunisisk diplomat och Förenta nationernas generalsekreterares specielle representant. Han var högste ansvarig för Förenta nationernass fredsbevarande uppdrag i Haiti (MINUSTAH). Mellan 1997 och 2007 var han assisterande generalsekreterare vid Avdelningen för fredsbevarande insatser vid FN. Annabi dog vid Jordbävningen i Haiti 2010 då FN-högkvarteret i Port-au-Prince föll samman.